# Actinocyclus verrucosus
Actinocyclus verrucosus is een slakkensoort uit de familie van de Actinocyclidae. De wetenschappelijke naam van de soort is voor het eerst geldig gepubliceerd in 1831 door Ehrenberg.